# Lo squartatore di New York
Lo squartatore di New York, traducida como El descuartizador de Nueva York o como El destripador de Nueva York, es una película de terror italiana de 1982 dirigida por Lucio Fulci. El guion estuvo a cargo de Fulci, Gianfranco Clerici, Vincenzo Mannino y Dardano Sacchetti.

## Trama
La historia es protagonizada por Fred Williams (Jack Hedley), un policía que se encuentra investigando los crímenes de un asesino en serie que ha matado a numerosas jóvenes en la ciudad de Nueva York. Williams solicita ayuda a un psicoanalista llamado Paul Davis (Paolo Malco) para poder entender las motivaciones del criminal.

## Reparto
- Jack Hedley ... Fred Williams
- Almanta Suska ... Fay Majors
- Paolo Malco ... Dr. Paul Davis
- Howard Ross ... Mickey Scellenda
- Andrea Occhipinti ... Peter Bunch
- Alexandra Delli Colli ... Jane Forrester Lodge

## Formato doméstico
La película fue publicada en DVD en Estados Unidos por las empresas Anchor Bay Entertainment y Blue Underground. Blue Underground lanzó además la versión en Blu-Ray de la cinta.